# دوري بيرو 1 2025
الدوري ”1 بيرو لكرة القدم الاحترافية 2025” والمعروف باسم ”الدوري 1 2025” ولأسباب الرعاية باسم ”الدوري 1 تي أبويستا 2025”, هو الإصدار 109 من الدوري البيروفي, الستين منذ تطبيق اللامركزية عام 1996, السابعة تحت اسم "الدوري 1" والثانية تحت اسم "أراهنك" (”Liga 1” و"Te apuesto" بالإسبانية المعنية).
ويشارك في البطولة 19 فريقًا، أفضل 15 فريقًا من الموسم السابق و4 أندية من النسخة السابقة من دوري الدرجة الثانية 2024: تمت ترقية 2 و 2 إلى الدرجة الأولى بقرار قضائي ويديرها اتحاد بيرو لكرة القدم, كونه البطل الحالي نادي يونيفرسيتاريو في عام 2024.
بدأت في 7 فبراير 2025 وتنتهي في نوفمبر أو ديسمبر من نفس العام.

## نظام
كما هو الحال في المواسم السابقة، سيضم الدوري الإسباني 1 تي أبويستا 2025 مجموعة فريدة من 19 ناديًا. سيلعب كل فريق 36 مباراة (18 في بطولة Apertura و18 في بطولة Clausura)، ويواجه الفرق الأخرى مرتين: مرة على أرضه ومرة كزائر.

### معايير التصنيف وكسر التعادل
سيتم تحديد التصنيف في كل بطولة من خلال النقاط التي تم الحصول عليها: 3 في حالة الانتصارات، 1 في حالة التعادل، و0 في حالة الخسارة. وفي حالة التعادل في النقاط، سيتم تطبيق المعايير التالية بهذا الترتيب:
فارق الأهداف.
أهداف لصالح.
اللعب النظيف (خصم النقاط للبطاقات).
أجرت قرعة دوري المحترفين لكرة القدم.
بالنسبة للجدول التراكمي (مجموع الافتتاح والختام)، إذا استمر التعادل بعد المعايير الثلاثة الأولى، يتم النظر في المواجهات المباشرة بين الفرق المعنية.

### مراحل البطولة وتعريف البطل
المرحلة العادية: تُلعب البطولة الافتتاحية والبطولة الختامية بنفس الشكل.
المباريات الفاصلة على اللقب:
إذا كان هناك أبطال مختلفون في الافتتاح والختام، فسيتأهل كلاهما إلى الدور نصف النهائي مع أفضل فريقين في الجدول التراكمي (باستثناء أبطال البطولة).
إذا فاز فريق في كلتا البطولتين، فسيتم إعلانه تلقائيًا بطلاً للوطن. تتنافس أفضل ثلاثة فرق متبقية في الجدول التراكمي في التصفيات لتحديد الوصيف.
نظام المباراة الفاصلة للوصيفين:
المباراة بين الثالث والرابع في الجدول التراكمي.
يواجه الفائز المركز الثاني في الجدول التراكمي لتحديد الوصيف.

### تصنيف البطولات الدولية
يمنح كونميبول 8 مقاعد للبيرو في البطولات الدولية موزعة على النحو التالي:

### كوبا ليبرتادوريس
بيرو 1: بطل الدوري 1 2025
بيرو 2: وصيف الدوري 1 2025
بيرو 3: المركز الثالث في الدوري 1 2025
بيرو 4: المركز الرابع في الدوري 1 2025

### كوبا سود أمريكانا
بيرو 1: المركز الخامس في الدوري 1 2025
بيرو 2: المركز السادس في الدوري 1 2025
بيرو 3: المركز السابع في الدوري 1 2025
بيرو 4: المركز الثامن في الدوري 1 2025

### الهبوط إلى الدوري 2
الفرق التي تحتل المراكز الـ17؛ المركزان 18 و19 في الجدول التراكمي، سيهبطان وسيتنافسان في الدوري 2 2026.